# Marie-Julie Jahenny
Marie-Julie Jahenny, née le 12 février 1850 à Blain (Loire-Atlantique) et morte le 4 mars 1941 dans la même commune au hameau de La Fraudais, est une mystique et stigmatisée catholique française, appelée « la sainte de Blain » par ses fidèles. 
À partir de 1873, elle revit chaque vendredi la Passion du Christ et en porte les stigmates. Soutenue par les légitimistes, elle annonce à plusieurs reprises le retour de la monarchie en France. Mais à partir de 1877, elle est l'objet de suspicions de la part du clergé du diocèse, puis d'une interdiction de s'approcher des sacrements. Cette mesure est levée dix ans plus tard, mais l'élan de curiosité est alors retombé et seul un petit cercle de fidèles continue à noter ses faits et gestes et ses paroles, jusqu'à sa mort en 1941.
Joachim Bouflet, historien des religions, voit en elle « la référence obligée du paysage mystique français … jusqu'à la Première Guerre mondiale » et « un cas célèbre de l'ingérence du politique dans le surnaturel ».
Pour l'historienne Andrea Graus, « son cas est typique des autres mystiques catholiques et « prophétesses politiques » françaises du XIXe siècle, promotrices de l'ultramontanisme, du millénarisme et du royalisme face à la « mauvaise » France républicaine, laïcisée et post-révolutionnaire ».

## Biographie

### Jeunesse
Marie-Julie Jahenny naît en 1850 dans une famille de paysans industrieux et pieux habitant le hameau de Coyault, à Blain (environ 35 km au nord de Nantes). Son père, Charles, et sa mère, Marie, née Boya, s'installent en 1853 à La Fraudais, écart d'une dizaine de maisons de la même commune. Ils habitent une chaumière de plain-pied, assez semblable à une bourrine vendéenne, où Marie-Julie vivra jusqu'à sa mort. 
Aînée de cinq enfants (un garçon et quatre filles), elle participe assez vite aux tâches domestiques de la ferme, prend soin de son frère et de ses sœurs et va garder les vaches. La mort en bas âge d'une de ses sœurs la marque profondément. 
Son père s'efforce d'apprendre à lire et à écrire à ses enfants. Vers l'âge de dix ans, elle fréquente l'école pendant six mois, afin de se perfectionner en lecture et d'apprendre le catéchisme en vue de sa première communion,.
Pieuse, de santé très fragile, s'infligeant en secret des pénitences, elle manifeste, durant son adolescence, une dévotion particulière à la Vierge Marie et à la Passion du Christ. Elle a pour père spirituel et confesseur, le curé de Blain, Pitre-Hervé David (1829-1885), son conseiller pendant la première décennie de sa vie mystique.
Au bout de quelques années[évasif], elle devient membre du Tiers-Ordre franciscain, un ordre séculier composé de personnes laïques souhaitant vivre comme les Frères franciscains.
Lorsqu'elle a 22 ans, ses parents décident de lui faire apprendre, chez les demoiselles Péhée à Blain, le métier de couturière. À la même époque, elle subit, de la part d'un médecin, une agression sexuelle qui la traumatise. 
Le 6 janvier 1873, elle tombe malade et s'alite. Souffrant d'un cancer de l'estomac ou d'une tuberculose intestinale, elle est condamnée. Elle reçoit les derniers sacrements.

### Premières apparitions (1873)
Le 22 février 1873, la Vierge, couronnée et s'appuyant sur une grande croix, lui serait apparue, lui annonçant sa guérison le 2 mai. Le 15 mars, elle serait revenue, demandant à Marie-Julie Jahenny si elle était prête à recevoir les plaies de son fils et à souffrir pendant le restant de son existence afin d'obtenir la conversion des pécheurs, mission couramment rencontrée chez les stigmatisées,.
Le vendredi 21 mars, le Christ serait apparu à Marie-Julie Jahenny qui aurait revécu sa Passion et reçu les stigmates aux mains, aux pieds et au côté. Assistent à la scène ses proches, ses voisins et des prêtres des environs. Dès lors, chaque vendredi, le phénomène se répète pendant 68 années,. 
Le 5 octobre, elle aurait présenté les marques de la couronne d'épines ; le 25 novembre, la plaie de l'épaule gauche ; le 6 décembre, les stigmates dorsaux aux extrémités ; le 12 janvier 1874, les marques des cordes aux poignets, ainsi qu'un stigmate épigraphique au devant du cœur ; le 14 janvier, des marques de flagellation aux chevilles, jambes et avant-bras ; quelques jours plus tard, deux raies au côté correspondant aux coups de lance ; le 20 février, à l'annulaire de droite, un anneau modelé dans la chair, semblable à une bague de couleur rouge qui se serait incrustée dans la peau, symbole du saint prépuce et du mariage mystique avec le Christ ; plus tard, plusieurs marques sur la poitrine, et le 7 décembre 1875, l'inscription latine O Crux Ave avec une croix et une fleur,.
Un journal manuscrit anonyme, intitulé Souvenirs de La Fraudais. 4e volume. 1878 à 1879, relate le déroulement du chemin de croix le vendredi chez Marie-Julie Jahenny : « Les trois chutes se succédèrent comme par le passé. Les stigmates de la tête qui, avant l’extase, étaient peu saillants, se boursoufflent, quelques-uns saignent abondamment. Ceux des mains saignent aussi, mais moins. Le sang, au lieu de suivre la loi commune, monte le long de la paume et vient retomber sur le dos de la main. À chaque chute elle reste prosternée le visage contre terre, et d’une voix forte et singulièrement timbrée, elle adresse à Dieu des prières admirables. »

### Enquêtes sur le cas de Marie-Julie
Le phénomène de stigmatisation du 21 mars 1873 attire les visiteurs et suscite la méfiance de certains membres du clergé à Blain et à Nantes, lesquels soupçonnent son confesseur, l'abbé David, vicaire de Blain, d'être l'inspirateur d'une stigmatisation frauduleuse. Le curé de Blain en rend compte à l'évêque de Nantes, Félix Fournier qui crée aussitôt une commission d'enquête, composée d'un grand-vicaire, Rousteau, et de deux professeurs de l’École de médecine de Nantes, Joüon et Vignard. La commission se rend à La Fraudais le vendredi 28 mars 1873 pour interroger et examiner Marie-Julie Jahenny. Le jour de leurs investigations, 10 000 curieux affluent. Leur long rapport signé le lendemain de cette visite conclut « que les plaies n’ont aucun caractère surnaturel, que l’écoulement du sang a été en rapport naturel avec l’importance de ces plaies, qu’il y a eu simulation pendant la crise nerveuse et que les phénomènes de La Fraudais ne sont pas miraculeux. »,,
Antoine Imbert-Gourbeyre, professeur à l'École de médecine de Clermont-Ferrand de 1852 à 1888, qui venait de publier un ouvrage en deux volumes sur les stigmatisées, entre en contact avec Félix Fournier, dont il partage les convictions légitimistes. Antoine Imbert-Gourbeyre cherche à établir le phénomène de la stigmatisation contre les tentatives du neurologue anticlérical Jean-Martin Charcot de réduire celle-ci à l'hystérie et à la névrose obsessionnelle,. 
Il rend visite à Marie-Julie Jahenny pour la première fois le 24 septembre 1873,. D'autres visites s'enchaînent le même mois. Contredisant l'avis de ses collègues Joüon et Vignard, il conclut au caractère surnaturel des stigmates et réussit à convaincre l'évêque : « Il n'y a pas de fraude à La Fraudais », lui déclare-t-il, non sans jeu de mots,. Félix Fournier l'invite cependant à la prudence dans une lettre écrite fin septembre : « je vous engage, cher docteur, à ne pas vous presser pour parler de nos phénomènes de La Fraudais. Pensez-y longtemps. Laissez le jour se faire si clair que les plus obstinés soient forcés de se rendre à l’évidence du surnaturel divin. Pour moi, je me réserve comme premier pasteur, mais j’espère que j’aurai plus tard l’occasion de parler. » Imbert-Gourbeyre et sa fille se lient d'amitié avec Marie-Julie Jahenny et prennent rang parmi les fidèles qui assistent chaque vendredi à son « chemin de croix »,. Le professeur de médecine écrit une biographie de la stigmatisée et un recueil de ses prophéties, mais les ouvrages ne sont pas édités. L'évêque charge l'abbé David de lui faire parvenir un rapport hebdomadaire. Lui-même rend visite à Marie-Julie Jahenny le vendredi 17 juillet 1874. Il en revient affermi dans ses convictions sur le caractère authentique des stigmates.

### Inédies, paralysies et troubles de la perception
Selon Imbert-Gourbeyre, dans la première décennie de sa vie de mystique, Marie-Julie Jahenny aurait connu deux périodes d'inédie, c'est-à-dire d'abstinence complète de nourriture et de boisson : une première période de 94 jours à compter du 12 avril 1874 et une deuxième période de cinq années, un mois et 22 jours à partir du 28 décembre 1875.
À l'instar de beaucoup de stigmatisées, Marie-Julie Jahenny présente également d'autres manifestations d'allure hystérique comme une paralysie du côté gauche, laquelle disparaît tous les vendredis pendant son extase, et la privation de l'ouïe, de la vue et de la parole, sauf durant ses extases.

### Extases, visions et prophéties
Marie-Julie Jahenny aurait eu entre 1873 et 1941 plus de trois mille visions au cours de ses extases. 
Elles ont été retranscrites par l'abbé David de 1873 à 1877. Ce corpus est nommé le « Journal de La Fraudais » et couvre trente cahiers. Après l'éloignement du prêtre de Blain, des familiers, comme les frères Adolphe et Auguste Charbonnier, respectivement inspecteur de l’Enregistrement des Domaines et notaire, Madame Grégoire et d'autres fidèles prennent le relais. Ces textes, dont certains n'existent qu'à l'état de copie, sont dispersés et n'ont jamais fait l'objet d'une édition intégrale. Selon Yves Chiron, la question est posée de leur authenticité. On ne sait pas s'il s'agit de transcriptions littérales ou de réécritures, à la façon dont l'écrivain allemand Clemens Brentano a rapporté les visions d'Anne Catherine Emmerich. 
À plusieurs reprises « la mystique sans doute la plus prolixe sur ce thème » – selon Paul Airiau – annonce la montée du « Grand Monarque » sur le trône de France, un roi du nom d'Henri V de la Croix (que les fidèles de la mystique assimilent à Henri d'Artois, comte de Chambord, considéré par eux comme le dernier prétendant légitime au trône de France). Ces prophéties, faites en patois gallo, sont traduites en français et transcrites par deux clercs des environs de La Fraudais, Adolphe et Auguste Charbonnier, membres de l'association Les Amis de la Croix, créée dès 1873 pour promouvoir et soutenir financièrement la mystique. Des membres de cette association lui servent de directeur, d'assistant particulier et de secrétaire. Le clergé, que ce soit à Blain ou à Nantes, n'accorde aucune foi à ces prophéties, estimant que les soutiens de la prophétesse essaient de faire passer leurs messages politiques par l'intermédiaire de celle-ci. 
Dans la rubrique qu'il consacre à Marie-Julie dans le Dictionnaire du monde religieux dans la France contemporaine (1990), Jean Guéhenneuc note que « les révélations sont assez vagues pour susciter des interprétations diversement orientées. ». Et d'ajouter que l'on découvre, dans le recueil des paroles de la prophétesse, « la présence d'une idéologie qui avait cours autour de Marie-Julie dans le dernier quart du XIXe siècle où l'on attend le retour d'un type de chrétienté. ».

### Mise en suspicion
Après la mort de Félix Fournier en juin 1877, Marie-Julie Jahenny est tenue en suspicion par les autorités diocésaines. Dès juillet, le nouvel évêque, Jules-François Le Coq, ordonne à l'abbé David de cesser ses visites à la stigmatisée et le nomme curé d'une autre paroisse.
Le curé de Blain, l'abbé Audrian, hostile depuis le début au phénomène, établit pour le nouvel évêque un dossier, daté du 15 octobre 1877, visant à démontrer que le comportement de la mystique, et partant son expérience religieuse, ne cadrent pas avec la sainteté attendue. Il y accuse Marie-Julie Jahenny de mensonges, de manque de modestie et d'insoumission à l'autorité ecclésiastique. Reprenant les conclusions des médecins Joüon et Vignard en 1873, l'abbé qualifie de « dépressions nerveuses » les extases de la stigmatisée, présentant ainsi son expérience mystique comme une fraude. De juillet 1877 à décembre 1888, l'évêque interdit à Marie-Julie Jahenny de s'approcher des sacrements,. Pierre-Émile Rouard, évêque de Nantes de 1896 à 1914, fait interdire aux pèlerins l'accès à La Fraudais. 
Herbert Thurston, un jésuite anglais connaisseur entre autres des phénomènes paranormaux, publie en mars 1931 dans The Month (en) un article sceptique quant au caractère surnaturel des manifestations de La Fraudais : « Doit-on dire que Marie Julie était une sainte prodigieusement favorisée de Dieu ; ou une âme pour l'instant, en tout cas, tenue en esclavage par le diable ; ou simplement une fille névrosée obsédée par la religion, si incroyablement suggestible que les idées latentes dans son subconscient avaient le pouvoir de se réaliser, même dans son plan physique ? Je dois avouer que c'est la dernière solution qui me semble, dans ce cas comme dans d'autres cas similaires, s'accorder le mieux avec les données vérifiables., . »

### Célébrité et dévotion populaire
Si, à la fin du XIXe siècle, rendre visite à Marie-Julie Jahenny relève du parcours du combattant en raison du piètre état des routes et des moyens de transport et de l'absence de publicité de la part du clergé local, en revanche, dans les années 1930, l'amélioration des accès routiers facilite la venue de visiteurs et de pèlerins.
La célébrité de Marie-Julie Jahenny ne doit rien à la presse écrite de son temps. La raison en est que l'Église, par prudence ou par réticence, fait en sorte que la presse tant nationale que régionale ne parle pas de la « sainte de Blain » et qu'il n'y ait pas de publications promotionnelles la concernant. On prie certains journalistes de ne pas évoquer l'affaire. Ce n'est que par le bouche à oreille que se bâtit la renommée de Marie-Julie Jahenny, même si trois livres évoquent son cas : l'un du Dr Imbert-Goubeyre (Les Stigmatisées, 1873) ; les deux autres du journaliste Adrien Péladan (Événements miraculeux de Fontet, de Blain et de Marpingen, 1878, et Dernier mot des prophéties, 1880).
Nombre de visiteurs à la Fraudais viennent, notamment dans les années 1870, pour assister au « chemin de croix » de la mystique. Ils font don à celle-ci de nourriture, de vêtements et d'un peu d'argent. Ils repartent, qui avec un mouchoir portant l'empreinte des stigmates, qui avec une image pieuse en souvenir. D'autres demandent à Marie-Julie Jahenny une bénédiction ou leur inclusion dans ses prières. C'est par l'entremise de ces fidèles que s'édifient la crédibilité et l'autorité de la mystique en dépit des obstructions du clergé de Blain et de Nantes.

### Dernières années et mort
Dans les dernières années de sa vie, les stigmates de Marie-Julie Jahenny s'estompent et, à partir de sa quatre-vingtième année, ne sont plus visibles. Sa famille n'est plus là, un chien avertit la vieille dame de l'arrivée de visiteurs. La dernière de ses extases a lieu le 24 octobre 1940.
Tombée malade le 26 février, elle est dans le coma quand on lui administre l'extrême-onction. Elle meurt le 4 mars 1941. Sa dépouille mortelle est revêtue de l'habit des tertiaires de saint François d'Assise : voile noir et robe de bure. Après une simple absoute à l'église de Blain, la bière, sur laquelle aucune gerbe n'a été posée, est conduite au cimetière de la commune et placée dans le dépositoire le 8 mars, l'inhumation ayant lieu le 17 mars dans un caveau préparé à cet effet.
La mort de la mystique de Blain est signalée dans L'Ouest-Éclair du 9 mars 1941. Auparavant, le 28 février, Le Petit Parisien relatait la visite récente d'un de ses journalistes à Marie-Julie Jahenny. Dans son édition du 13 mars 1941, le New York Times consacre quelques lignes à sa disparition.
La même année, le livre Quelques souvenirs sur Marie-Julie, la stigmatisée de Blain de la journaliste Jacqueline Bruno est censuré par l'évêque de Nantes, .

## Postérité

### Création d'un lieu de dévotion
Après la mort de la recluse, ses fidèles unissent leurs efforts pour acheter la maison et en faire un lieu de dévotion. Une première tentative pour acheter les biens de Marie-Julie Jahenny a lieu quelques mois après la mort de cette dernière. Une habituée de La Fraudais, Mme Verseau, propose 70 000 francs pour la création d'une association qui proposerait, avec l'accord de l'Église, la location d'objets aux croyants désireux d'obtenir une grâce. Mais l'opération échoue. 
Il faut attendre 1958 pour que ce but soit atteint par l'association Les amis de Marie-Julie et de La Fraudais – devenue par la suite l'association Le Sanctuaire de Marie-Julie Jahenny –, présidée par André de La Franquerie, écrivain catholique monarchiste et intégriste  qui avait ses entrées chez la stigmatisée. La chambre de Marie-Julie Jahenny, où se déroulaient ses extases, est conservée telle quelle, tandis que la salle à manger est transformée en chapelle.

### «La référence des pseudo-mystiques»
Spécialiste des phénomènes de piété, l'historien des religions Joachim Bouflet, qualifie Marie-Julie Jahenny de « pythonisse stigmatisée à la longévité remarquable qui de 1873 jusqu'à la Seconde Guerre mondiale sera la référence obligée de tous les pseudo-mystiques de l'époque ». Selon lui, elle fait partie, avec Mélanie Calvat, la voyante de La Salette, d'« une nouvelle génération de visionnaires, pour la plupart stigmatisées », chez qui l'apparition mariale initiale « se trouve très tôt reléguée à l'arrière-plan d'un cycle visionnaire se prolongeant sur des années et qui pour partie échappe au contrôle de l'institution ».

## Marie-Julie Jahenny dans la littérature
Dans Les Foules de Lourdes (1906) , Joris-Karl Huysmans évoque Marie-Julie Jahenny :

« Qui connaît une autre stigmatisée de France dont l’aloi divin peut sembler également sûr ? À part quelques médecins catholiques, tels que le Dr Imbert-Gourbeyre qui fut chargé par Mgr Fournier, l’ancien évêque de Nantes, de la scruter, de la surveiller de très près, personne dans la therapeutique ne s’en est occupé, depuis plus de vingt ans, qu’elle est étendue sur un lit ; et, à l’exception de quelques mystiques, tous ignorent Marie-Julie Jahenny, de la Fraudais ! »

Citant Olivier Leroy, Blaise Cendrars signale les lévitations de la mystique dans Le Lotissement du ciel.

## Textes posthumes
- Cris du Ciel sur le temps qui vient : quatorze mois avec Marie-Julie Jahenny [textes recueillis et présentés par Pierre Roberdel], 13 octobre 2006, Éditions Resiac, 6e édition, 454 pages,  (ISBN 2-85268-029-7) (une 2e édition est signalée à 1977).
- Pierre Roberdel, Le Ciel en colloque avec Marie-Julie Jahenny [propos recueillis par Auguste Charbonnier], 17 janvier 2007, Éditions Résiac, 3e édition, 239 pages,  (ISBN 2-85268-028-9)